# ホンダ・ドリームCB750FOUR
DREAM CB750FOUR（ドリーム シービーななひゃくごじゅうフォア）は、本田技研工業がかつて製造販売していたオートバイである。

## 概要

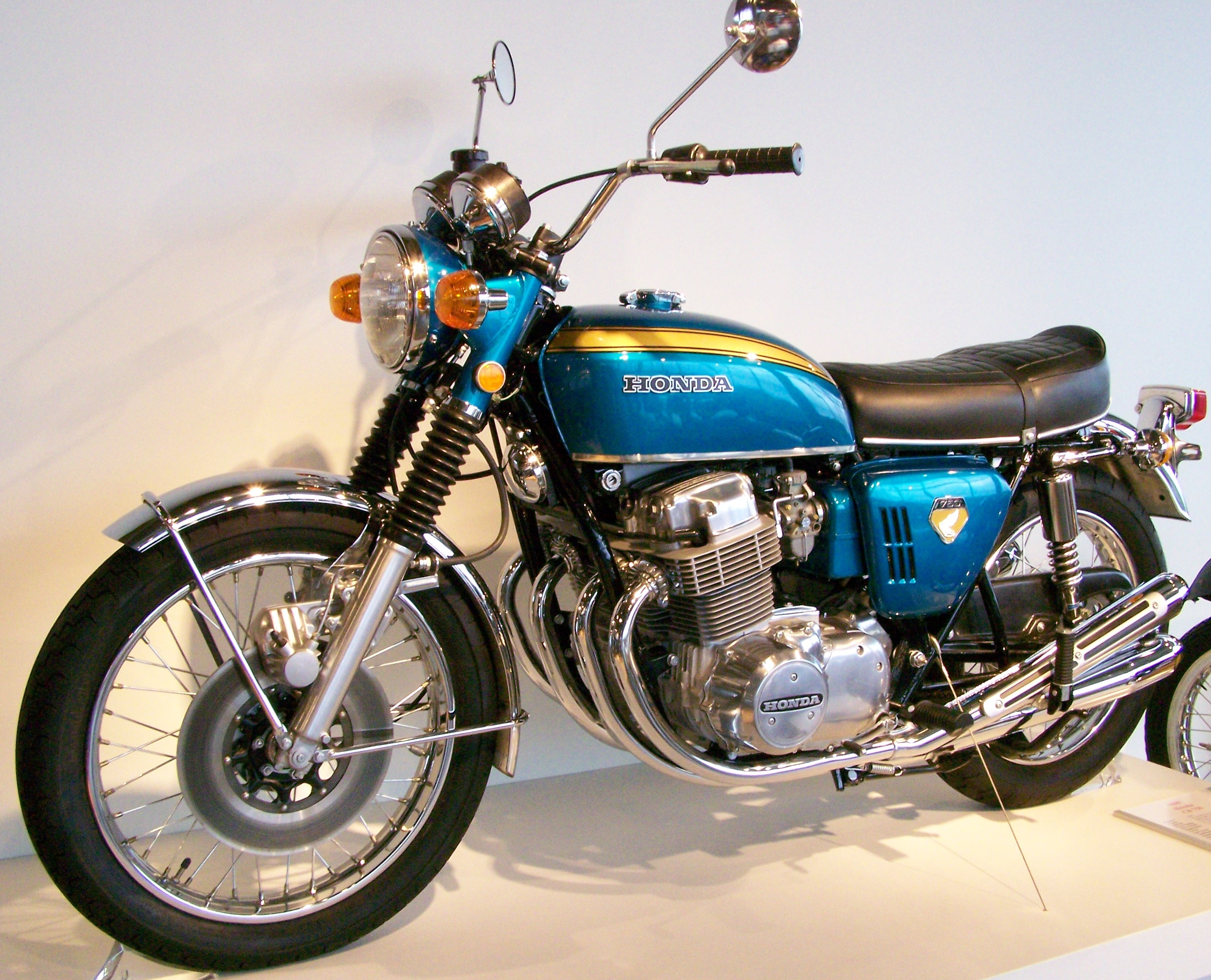
DREAM CB750FOUR
1969年モデル（K0）

型式名CB750。1969年にCBシリーズのフラグシップモデル的存在として発売された。

日本国内のみならず輸出先でも高評価を得て、国内他メーカーも追随し社会現象ともなったいわゆるナナハンブームを巻き起こしたほか、日本国内メーカーの国内仕様で排気量上限は750ccまでとするメーカー自主規制を作る元となったモデルでもある。また輸出では、1ドル=360円固定相場の時代であったことから同社に莫大な利益をもたらし、自動二輪車のみならず四輪車の生産にも弾みをつけた。
なお車名に付帯するペットネームのドリームは同社が当時の排気量250ccクラスから上級モデルに使用していたシリーズ商標で、創業社長である本田宗一郎の『夢=dream』からの引用である。

## 開発の経緯
本モデル以前に同社の大型自動二輪車カテゴリーでは1965年からドリームCB450が製造販売されていたが、メインマーケットとされた北米市場での評判は決して芳しくなく、より大きな排気量でゆったりとオートバイを楽しみたいという要望があった。そこで次期モデルを模索しているところにイギリス・トライアンフ社が排気量750ccクラスの空冷4ストローク3気筒エンジンモデルを開発しているという情報が入り（#エピソード）、1967年10月頃に本モデルの開発を決定。翌1968年2月に約20人でプロジェクトがスタートした。
当時の同社はスーパーカブの爆発的人気により2輪車生産数は世界一となっていたが、本モデルで質と量を備えたオートバイメーカーになる計画を立て、ライバルとして上述したトライアンフのほかBMW・ハーレーダビッドソンなどに対抗できる性能と信頼性の確保から、当時のオートバイとしては最大級の排気量となるため製造には量産化とメンテナンス性を充分考慮した技術すべてを結集させた上で以下の目標が設定された。
- ロードレース世界選手権で完全制覇を果たしたマシンの直系であることを感じさせること。
- 4気筒・4本マフラーのエンジン構造を基調とすること。
- メイン輸出先である北米市場で好評のアップアハンドルを採用。
- 野性的かつダイナミックなイメージを前面に押し出すこと。
- 最高クルージング時速を140km/hから160km/hと想定し、他の交通車両と比較して充分な出力余裕を持ち安定した操縦性が保てること。
- 高速からの急減速頻度の多いことを予想し高負荷に対する信頼度と耐久性に優れたブレーキを装着すること。
- 長時間の継続走行でも運転者の疲労負担を軽減できるよう振動・騒音の減少に努めるとともに人間工学に基づく配慮を加えた乗車姿勢・操作装置とし容易に運転技術を習熟できる構造であること。
- 灯器類・計器類などの大型化をはじめとした各補器装置は信頼度が高く運転者に正確な判断を与えるものであるとともに他の車両からの被視認性に優れていること。
- 各装置の耐用寿命の延長を図り保守・整備が容易な構造であること。
- 優れた新しい材質と生産技術、特に最新の表面処理技術を駆使したユニークで量産性に富んだデザインであること。

実験・設計変更を繰り返し1968年夏頃にはプロトタイプが完成し実走テストを開始。同年10月に開催された第15回東京モーターショーに参考出品。1969年1月にはネバダ州ラスベガスで開催されたディラー向けイベントでアメリカ合衆国向け仕様車を発表。同年4月から大和工場でエンジンを、浜松製作所で車体の生産を開始。同年4月から北米地区向け仕様車の輸出を開始し、同年6月に発売。日本国内では同年7月18日発表、8月10日に発売された。

## 車両解説
車体はフレームにダブルクレードル式を採用し、サスペンションは前輪をテレスコピック、後輪をスイングアームとした。
| CB750E型エンジン左側面（左）正面（中）右側面（右）  |  | CB750E型エンジン左側面（左）正面（中）右側面（右） |  | CB750E型エンジン左側面（左）正面（中）右側面（右） |
| CB750E型エンジン 左側面（左）正面（中）右側面（右） |  |                                                    |  |                                                    |

搭載されるCB750E型エンジンは、空冷4ストローク4気筒2バルブSOHCとし、内径x行程を61.0x63.0（mm）に、圧縮比を9.0に設定。排気量736ccから最高出力67ps/8,000rpm・最大トルク6.1kg-m/7,000rpmのスペックをマーク。変速機は左足動式5段マニュアルトランスミッションを搭載する。エンジンオイルの潤滑方式はドライサンプで、オイルタンクは右側サイドカバーに設置する。またエキゾーストマニホールドならびにマフラーは本モデル最大の特徴ともなった4本出しとし、これらのスペックから公称最高速度200km/h・0→400m/12.4秒とされた。
クランクケースやオイルパンは当初完全量産化を考えておらず、専用の設備もなかったことから砂型鋳造を行っていたが、発売後に受注が殺到し日産25台の生産計画が100台以上に膨れ上がりバックオーダーを抱えるまでになったため約7,400台ほど製造した1969年9月から設備を更新して完全量産のダイキャスト金型による生産へ切り換えられた。
前輪ブレーキには量産車としては世界初となる油圧式シングルディスクブレーキを搭載した。
- 本モデルが公式発表された第15回東京モーターショーの直前までドラムブレーキとディスクブレーキのどちらを採用するか比較討論されていたが、最終的に社長である本田宗一郎の「鶴の一声」でディスク採用が決定した[7][注 7]。ただし、市販までにはディスクブレーキに生じやすいパッド摩耗や異音発生などの問題点を徹底的に解析・究明することに多くの労力と時間を費やした[7]。

また本モデルならびにCB750FOUR-Kは型式名の後にモデルイヤーごとでK+数字の通称が付く。
- CB750K0：1969年1970年モデル　CB750-1004149～　　CB750E-1003566～
- CB750K1：1971年モデル　CB750-1055209～　　CB750E-1057052～
- CB750K2：1972年モデル　CB750-2000001～　　CB750E-2000001～
- CB750K3：1973年モデル 　海外向け仕様のみ
- CB750K4：1974年モデル　CB750-2400002～　　CB750E-2341915～
- CB750K5：1975年モデル 　海外向け仕様のみ
- CB750K6：1976年モデル　CB750-2410601～　　CB750E-2436325～
- CB750K7[注 8]：1977年モデル
- CB750K8[注 8]：1978年モデル 海外向け仕様のみ

この法則性は後述する派生車種のCB750FOUR-II・EARAでも適用された。
CB750FOUR-II
- CB750F1：1976年モデル
- CB750F2：1977年モデル
- CB750F3：1978年モデル 海外向け仕様のみ

EARA
- CB750A1：1976年モデル 海外向け仕様のみ
- CB750A2：1977年モデル
- CB750A3[注 9]：1978年モデル 海外向け仕様のみ

なお本モデルは1971年7月には車体の、同年10月にはエンジンの生産を鈴鹿製作所へ移管。1978年8月には同年12月から発売される後継モデルのCB750Kへの移行に伴い生産中止となった。

## モデル一覧
※本項では日本国内向け仕様について解説を行う。

### ドリームCB750FOUR
1969年7月18日発表、同年8月10日発売
通称K0の販売開始。日本国内での販売価格は38万5,000円とされた。
生産途中で量産化への対応や、改良などの変更も多数行われた。
- クランクケース・オイルパンの鋳造が砂型から金型に変更。
- スピード・タコメーターケースの鋳造が砂型から金型に変更。
- 燃料タンクのプレス形状の変更。
- マフラーが無番からHM300型に、更にリアブレーキング時の干渉防止の凹みプレスの追加。
- チェーンカバーの長さを変更し、油脂飛散防止。
- フロントフェンダーの前部末端のカット部に折り返しプレスで丸みを付け安全性の向上。
- シート形状の変更。

| 右サイドカバー（オイルタンク）1969年モデル（左）1971年モデル（右）  |  | 右サイドカバー（オイルタンク）1969年モデル（左）1971年モデル（右） |
| 右サイドカバー（オイルタンク） 1969年モデル（左）1971年モデル（右） |  |                                                                    |

1970年9月19日発表、同月25日発売
通称K1へのマイナーチェンジで以下の仕様変更を実施。
- シート形状の変更。
- チェンジ操作時のショック・ノイズをより軽減し走行操作性を向上。
- キャブレターをピストン直引きからリンク機構を持つ強制開閉式に変更し取扱性・整備性を向上。
- 足付性向上の見地から、オイルタンクの形状変更とともに、サイドカバーを小型化、同時にエンブレムデザインを変更[11]。
- メーター形状ならびにカバーを樹脂製からガラス製へ変更。
- フロントブレーキキャリパーおよびマスターシリンダーの塗色変更。
- エアクリーナーケースの形状、および塗色→黒色素地色に変更。
- テールランプステーの取り付けボルトを2本から3本に。

1971年発売
通称K2へのマイナーチェンジで以下の仕様変更を実施。
- マフラーを消音性の向上の目的でHM300からHM341に変更。
- テールランプの大型化およびステーの形状変更。
- リヤウインカーステーを変更。
- メーター内各種インジケーターをフロントフォーク・ハンドルクランプ部へ独立化[11]。
- サイドリフレクターの大型化などを安全面を強化。
- ヘッドライトケースおよびステーを塗色→クロームメッキ化。

| メーターパネル1970年モデル輸出仕様（左）1972年モデル輸出仕様（右）  |  | メーターパネル1970年モデル輸出仕様（左）1972年モデル輸出仕様（右） |
| メーターパネル 1970年モデル輸出仕様（左）1972年モデル輸出仕様（右） |  |                                                                    |

1972年4月発売
通称K4へのマイナーチェンジで以下の仕様変更を実施。
- 前輪ブレーキキャリパーブラケット設計変更ならびに泥よけ用ディスクカバーを装着。
- トップブリッジ・メーター取付方法の設計変更。
- エンジンオイルの漏れ対策を強化。
- ニュートラル時以外はクラッチレバーを握らないとセルモーターが作動しないセーフティ機構を採用。
- ウインカーブザーを装着。
- バックミラーを大型化。
- ブローバイガス還元システムを装備。
- 電力ヒューズをメインスイッチ・ヘッドライト・尾灯を別系統化。
- 左右ハンドルスイッチを変更。パッシングスイッチとホーンボタンを一体化。
- ヘッドライトを上・下切替時に消えないオーバーラップ式に変更。

1974年2月14日発表・発売
通称K6へのマイナーチェンジで以下の仕様変更を実施。
- 左右ステップを可倒式化。
- フュエルコックをタンク左側へ移設。

1977年に後述するドリームCB750FOUR-Kへモデルチェンジされる形で生産終了した。

### ドリームCB750P
白バイ仕様。1970年に警視庁向けとなったK0ベースのP0を皮切りに各都道府県警察に納入された。シングルシートやライトケース一体の追尾測定対応速度計などの専用装備を持ち、サイレンは後輪にフリクションドラムを押し付けて回転させる純メカニカル式が搭載されたが、後にベース車両のマイナーチェンジに対応し追尾測定対応速度計はライトケース別体の2眼式へ、サイレンも電子式へ仕様変更などを実施。FOUR-IIベースのF1-Pまで生産を継続し1980年まで運用された。警光灯は回転灯ではなく点滅式。

### ドリームCB750FOUR-II

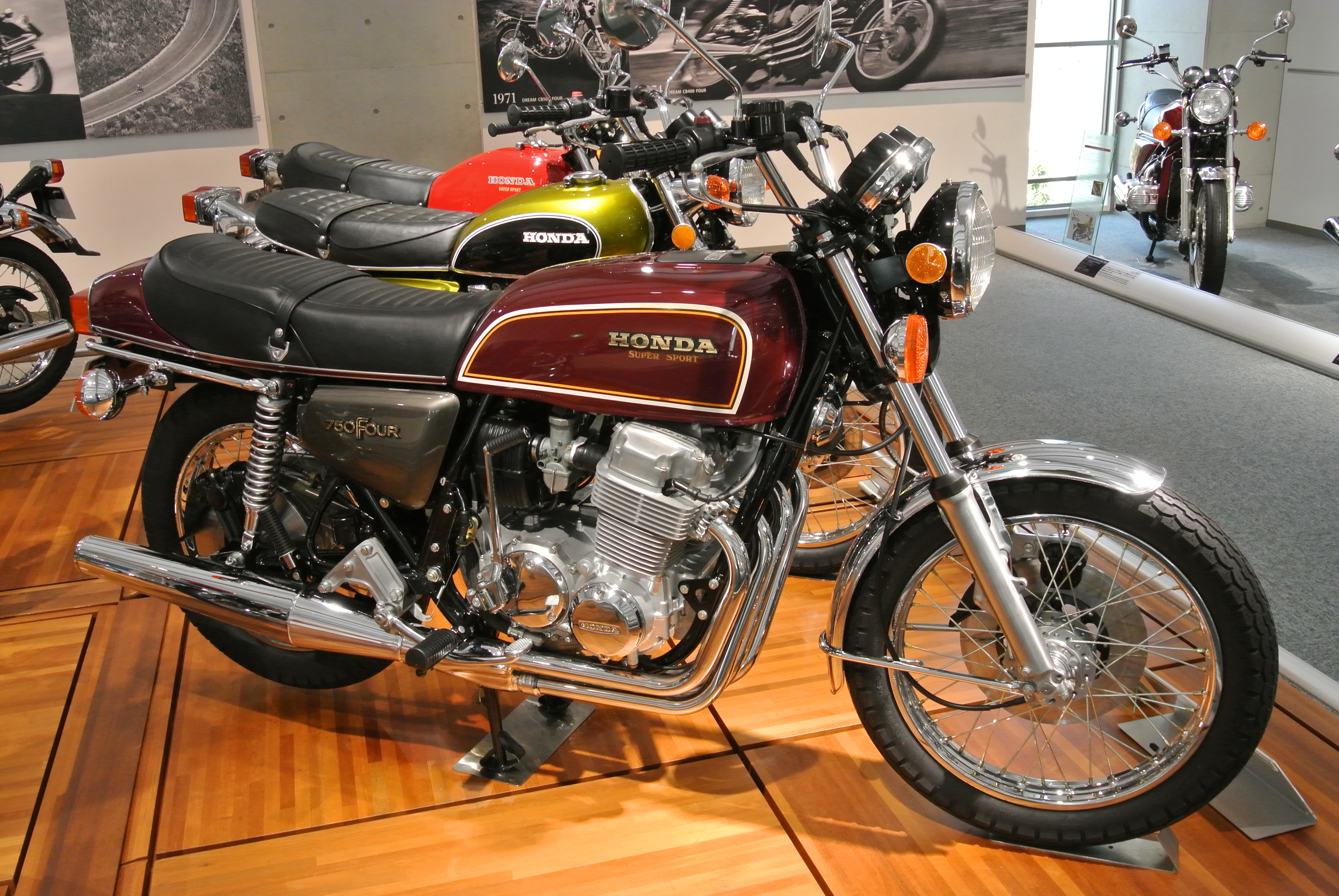
DREAM CB750FOUR-II
1975年モデル
ホンダコレクションホール所蔵車

1975年6月24日発表・発売。型式名CB750F。CB750FOURと併売される形で追加されたカフェレーサースタイルを取り入れた派生モデル。4into1集合タイプマフラー・後輪シングルディスクブレーキ・小物入れ付シートカウルなどを装備し、安全面の配慮からテールランプ・ウインカーの大型化など外装面での変更を実施した。
1977年4月21日発表、同月22日発売で以下のマイナーチェンジを実施。
- メンテナンスフリーの観点からスポークホイールを独自の組立式コムスターホイールへ変更。
- 前輪ディスクブレーキをダブル化。キャリパーは新設計となりフォーク後方に移設。
- エンジン特性の見直しから最高出力65ps/8,500rpm・最大トルク5.9kg-m/7,500rpmへダウン[注 10]。

### ドリームCB750FOUR-K

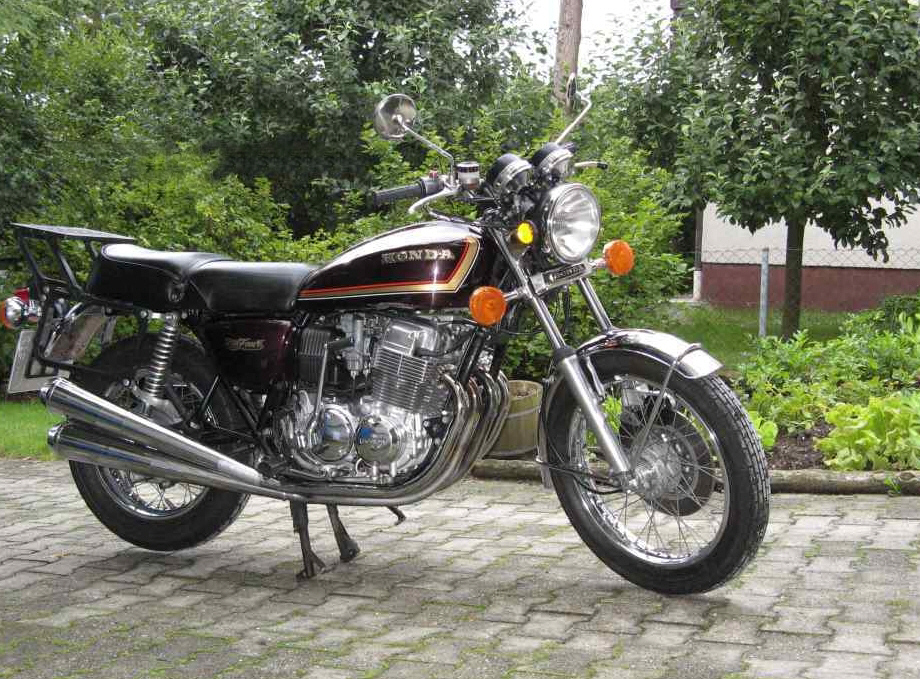
DREAM CB750FOUR-K
1977年モデル輸出仕様

上述したドリームCB750FOUR-IIのマイナーチェンジと同時に発表・発売された派生モデルである。ラインアップ上はK0から続くドリームCB750FOURの後継モデルで通称はK7であるが、後輪の17インチ化や段付きシートを採用するなどの相違があるほか、型式名はドリームCB750FOUR-IIと同じくCB750Fとなる。なお海外向け仕様のみシート形状を変更した1978年モデル=通称K8が生産され、本モデルは終了した。

### EARA
3要素1段2相形常時噛合式2段リターンホンダマチックオートマチックトランスミッション（変速の際のクラッチ操作が不要）を搭載するモデルで1976年より北米向けに販売されていた型式名CB750Aを1977年4月21日発表、同月22日発売。
車名のEARAは英語のERA（時代）とAutomaticを組み合わせた造語で、Expands Automatic Riding Age=オートマチック時代を開くの意味あいが込められた。 
最大の特徴であるホンダマチックに合わせたチューンを実施しており、エンジンはキャブレターPW28→PW24・圧縮比9.2→7.7へ変更した結果、同時発売された上述のCB750FOUR-Kの最高出力65ps/8,500rpm・最大トルク5.9kg-m/7,500rpmがそれぞれ47ps/7,500rpm・5.0kg-m/6,000rpmにデチューン。ほかには潤滑オイル容量を3.5L→5.5Lへ増大しウエットサンプ化・一次減速比1.708→1.419・最終減速比3.176→2.733・クラッチレバー廃止・パーキングブレーキレバー設置・タコメーター→シフトポジションインジケーターに変更などマニュアルミッション搭載車との相違がある。

## 諸元
| 車名                | CB750FOUR                                 | CB750FOUR-II                              | CB750FOUR-K                               | EARA                                      |
| 型式                | CB750                                     | CB750F                                    | CB750F                                    | CB750A                                    |
| モデルイヤー        | 1969                                      | 1975                                      | 1977                                      | 1977                                      |
| モデルイヤーコード  | K0                                        | F1                                        | K7                                        | A2                                        |
| 全長（m）           | 2.160                                     | 2.215                                     | 2.285                                     | 2.260                                     |
| 全幅（m）           | 0.885                                     | 0.860                                     | 0.885                                     | 0.855                                     |
| 全高（m）           | 1.120                                     | 1.185                                     | 1.185                                     | 1.230                                     |
| 最低地上高（m）     | 0.160                                     | 0.135                                     | 0.140                                     | 0.150                                     |
| ホイールベース（m） | 1.455                                     | 1.475                                     | 1.480                                     | 1.475                                     |
| 車両重量（kg）      | 235                                       | 250                                       | 255                                       | 262                                       |
| 60㎞/h定地走行燃費  | 32km/L                                    | 32km/L                                    | 32km/L                                    | 29km/L                                    |
| 最低回転半径（m）   | 2.5                                       | 2.6                                       | 2.6                                       | 2.6                                       |
| 原動機型式名        | CB750E                                    | CB750E                                    | CB750E                                    | CB750E                                    |
| エンジン型式        | 空冷4ストローク2バルブSOHC4気筒           | 空冷4ストローク2バルブSOHC4気筒           | 空冷4ストローク2バルブSOHC4気筒           | 空冷4ストローク2バルブSOHC4気筒           |
| 総排気量            | 736cc                                     | 736cc                                     | 736cc                                     | 736cc                                     |
| 内径x行程（mm）     | 61.0x63.0                                 | 61.0x63.0                                 | 61.0x63.0                                 | 61.0x63.0                                 |
| 圧縮比              | 9.0                                       | 9.2                                       | 9.2                                       | 7.7                                       |
| キャブレター        | PW28x4基                                  | PW28x4基                                  | PW28x4基                                  | PW24x4基                                  |
| 最高出力            | 67ps/8,000rpm                             | 67ps/8,000rpm                             | 65ps/8,500rpm                             | 47ps/8,500rpm                             |
| 最大トルク          | 6.1kg-m/7,000rpm                          | 6.1kg-m/7,000rpm                          | 5.9kg-m/7,500rpm                          | 5.0kg-m/6,000rpm                          |
| 始動方式            | セル・キック併用式                        | セル・キック併用式                        | セル・キック併用式                        | セル・キック併用式                        |
| 点火方式            | ポイント                                  | ポイント                                  | ポイント                                  | ポイント                                  |
| 潤滑方式            | ドライサンプ                              | ドライサンプ                              | ドライサンプ                              | ウエットサンプ                            |
| 潤滑油容量          | 3.5L                                      | 3.5L                                      | 3.5L                                      | 5.5L                                      |
| 燃料タンク容量      | 19L                                       | 17L                                       | 19Ｌ                                      | 19Ｌ                                      |
| クラッチ            | 湿式多板コイルスプリング                  | 湿式多板コイルスプリング                  | 湿式多板コイルスプリング                  | 3要素1段2相形                             |
| 変速方式            | 左足動式リターン                          | 左足動式リターン                          | 左足動式リターン                          | 左足動式リターン                          |
| 変速機              | 常時噛合5段                               | 常時噛合5段                               | 常時噛合5段                               | 常時噛合2段                               |
| 1速                 | 2.500                                     | 2.500                                     | 2.500                                     | 2.263                                     |
| 2速                 | 1.708                                     | 1.708                                     | 1.708                                     | 1.520                                     |
| 3速                 | 1.333                                     | 1.333                                     | 1.333                                     | ストールトルク比 2.2                      |
| 4速                 | 1.036                                     | 1.036                                     | 1.036                                     | ストールトルク比 2.2                      |
| 5速                 | 0.939                                     | 0.939                                     | 0.939                                     | ストールトルク比 2.2                      |
| 1次減速比           | 1.708                                     | 1.708                                     | 1.708                                     | 1.419                                     |
| 最終減速比          | 2.688                                     | 3.176                                     | 3.176                                     | 2.733                                     |
| フレーム形式        | ダブルグレードル式                        | ダブルグレードル式                        | ダブルグレードル式                        | ダブルグレードル式                        |
| サスペンション      | テレスコピック（前）/スイングアーム（後） | テレスコピック（前）/スイングアーム（後） | テレスコピック（前）/スイングアーム（後） | テレスコピック（前）/スイングアーム（後） |
| キャスター          | 27.0°                                     | 28.5°                                     | 29.0°                                     | 28°                                       |
| トレール（mm）      | 85.0                                      | 119                                       | 124                                       | 115                                       |
| タイヤ（前）        | 3.25H19-4PR                               | 3.25H19-4PR                               | 3.50H19-4PR                               | 3.50H19-4PR                               |
| タイヤ（後）        | 4.00H18-4PR                               | 4.00H18-4PR                               | 4.50H17A-４PR                             | 4.50H17A-４PR                             |
| ブレーキ（前）      | 油圧式シングルディスク                    | 油圧式シングルディスク                    | 油圧式シングルディスク                    | 油圧式シングルディスク                    |
| ブレーキ（後）      | ドラム                                    | 油圧式シングルディスク                    | 油圧式シングルディスク                    | ドラム                                    |
| 標準現金価格        | \385,000                                  | \498,000                                  | \489,000                                  | \538,000                                  |
| ------------------- | ----------------------------------------- | ----------------------------------------- | ----------------------------------------- | ----------------------------------------- |

## エピソード
- 1969年1月発行の本田技研工業社報124号で本モデルをつくった意図は何かという従業員の問いに本田宗一郎は以下のように答えている[7]。

- 週刊少年キングに掲載されていた望月三起也原作の漫画「ワイルド7」で主人公の飛葉大陸が乗るバイクは本モデルの通称K０である。
- 週刊少年チャンピオンに掲載されていた石井いさみ原作の漫画「750ライダー」で主人公の早川光が乗るバイクは本モデルの71年式、通称K2である。
- 週刊少年ジャンプに掲載されていた池沢さとし原作の漫画「サーキットの狼」でヒロインの早瀬ミキ（はやせ みき）が乗っていたバイクは本モデルである。
- 1984年公開の映画『ターミネーター[注 13]』でアーノルド・シュワルツェネッガー演ずるT-800が乗るバイクはボディ左側にアサルトライフルAR-18収納ストックを装備する赤色のドリームCB750FOUR-Kである。